# Jartsevo

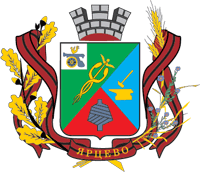
Stadens vapen.

Jartsevo (ryska Я́рцево) är en stad i Smolensk oblast i Ryssland. Folkmängden uppgick till 46 219 invånare i början av 2015.